# 落井実結子
落井 実結子（おちい みゆこ、2014年〈平成26年〉3月14日 - ）は、日本の子役。
ギュラ・キッズ所属。

## 出演

### テレビドラマ
- 稲垣家の喪主（2017年3月18日、WOWOW） - 田村ひまわり 役[3]
- 全力失踪 第7話（2017年10月15日、NHK BSプレミアム） - 遠藤の娘 役
- 刑事ゆがみ 第1話（2017年10月12日、フジテレビ） - 沢谷の娘（写真） 役
- FINAL CUT 第1話 - 第4話・第6話・最終話（2018年1月9日 - 30日・2月13日・3月13日、関西テレビ） - 小河原若葉（幼少期） 役[4]
- 未解決事件 file.06「赤報隊事件」（2018年1月27日、NHK総合） - 小尻美樹（幼少期） 役[5][6]
- 記憶（2018年3月21日 - 6月6日、フジテレビNEXT / J:COM） - 本庄ひなた 役[7]
- 未解決の女 警視庁文書捜査官 第2話（2018年4月26日、テレビ朝日） - 坂下芽衣 役[8]
- dele 第4話（2018年8月17日、テレビ朝日） - 松井沙羅 役[9]
- ハラスメントゲーム 第1話（2018年10月15日、テレビ東京）[10]
- GHOSTTOWN（2019年3月23日・27日、フジテレビ） - 山本蛍 役[注 1][11]。
- おしい刑事 第1話（2019年5月5日、NHK BSプレミアム） - 灰田の妹 役[12]
- パーフェクトワールド 第3話・第5話・最終話（2019年5月7日・21日・6月25日、関西テレビ） - 川奈つぐみ（幼少期） 役[13]
- 緊急取調室 第6話（2019年5月16日、テレビ朝日） - 西崎凛 役[14][15]
- ランウェイ24 第3話（2019年7月28日、朝日放送テレビ） - 高橋ひかり 役[16]
- 湊かなえ ポイズンドーター・ホーリーマザー 第5話（2019年8月3日、WOWOW） - 樋口明日実（幼少） 役[17]
- W県警の悲劇 第5話（2019年8月24日、BSテレ東） - 金井陽菜 役[18]
- 少年寅次郎 第2話 - 第3話（2019年10月26日・11月2日、NHK） - 車さくら 役[19][20]
- 恋はつづくよどこまでも 第1話 - 第2話・第8話（2020年1月14日・21日・3月3日、TBS） - 須藤美怜 役[21]
- ギルティ〜この恋は罪ですか?〜（2020年4月2日 - 、日本テレビ） - 西村恵那 役[22]
- この恋あたためますか（2020年10月20日 - 12月22日、TBS） - 井上樹木（幼少期） 役 / 神子茉由 役（二役）
- モコミ〜彼女ちょっとヘンだけど〜 第1話（2021年1月23日、テレビ朝日） - 大山菜々 役
- カナカナ 第6話 - 第28話（2022年5月24日 - 6月30日、NHK総合） - 夏影英子 役[23]
- 大河ドラマ（NHK） 
  - 鎌倉殿の13人（2022年） - 大姫 役[24]
  - 光る君へ（2024年） - 主演・ まひろ（幼少期） 役[25][注 2]
- ほんとにあった怖い話 夏の特別編2022「遊び待つ」（2022年8月20日、フジテレビ） - 田所加奈 役[26]
- 世にも奇妙な物語'22 秋の特別編「コンシェルジュ」（2022年11月12日、フジテレビ） - 松久保七海 役
- 大奥「8代・徳川吉宗×水野祐之進 編」 第10回（2023年3月14日、NHK総合） - 徳川家治（幼少期） 役
- ブルーモーメント 第4話（2024年5月15日、フジテレビ） - 迫田実花 役

### 映画
- 話す犬を、放す（2017年3月11日） - 山本監督の子供 役[27]
- 今日も嫌がらせ弁当（2019年6月28日） - 持丸双葉（3才） 役[28]
- AI崩壊（2020年1月31日） - 桐生心（5才） 役[29]
- 母性（2022年11月23日） - 田所清佳（幼少期） 役
- わたしのかあさん-天使の詩-（2024年3月30日） - 山川高子（幼少期） 役[30]

### CM・広告
- セガトイズ 「アンパンマン くみたてDIY はしるぞっ！ねじねじアンパンマンごう」（2017年6月1日 - ）[31]
- ニチバン 「ケアリーブ治す力『ありがとう』篇」（2018年7月21日 - 8月10日）[32][33]
- ニチレイ 「お弁当用おかず からあげチキン/ミニハンバーグ」（2018年4月9日 - ）[34]
- カゴメ 「野菜一日これ一本 きみをおもって、飲む野菜 篇」（2018年11月1日 - ）[35][36]
- ハウス食品 「完熟トマトのハヤシライスソース」（2019年3月1日 - ）[37]
- 日本マクドナルド ハッピーセット スター☆トゥインクルプリキュア 「わたしたちプリキュア篇」（2019年11月20日 - ）[38]
- J:COM J:COM NET 光「超速い転校生篇」（2024年9月14日 - ）[39]

### webドラマ
- GHOSTTOWN（2019年03月31日 - 、FOD） - 山本蛍 役[注 1][11]

### webムービー
- メディプラス Skin Hug コンセプトムービー（2017年11月8日 - ）
- くらしTEPCO でんき家計簿

## 書籍

### 雑誌
- だいすきプリキュア! ヒーリングっど プリキュア&プリキュアオールスターズ ファンブック vol.1 （2020年3月14日、講談社）ISBN 978-4065183922[40]